# Irregularia
Irregularia (лат.) — инфракласс морских ежей из подкласса Euechinoidea. Это «неправильные» морские ежи, не обладающие характерной для этой группы радиальной симметрией. Многие виды обитают в толще донных осадков, их иглы часто видоизменены в клубки коротких, похожих на волоски образований, а ротовой аппарат приспособлен для заглатывания осадка.

## Описание
Эта группа включает «неправильных» морских ежей, что означает, что вместо того, чтобы быть ограниченными верхней и нижней частью с радиальной симметрией, они имеют переднюю и заднюю части, обладая двусторонней симметриекй. Таким образом, перипрокт (анус) обычно смещен относительно вершины (верхней части), где он расположен у правильных морских ежей, и, следовательно, образует переднезаднюю ось, следуя двусторонней симметрии (в отличие от обычной пятилучевой симметрии у иглокожих). Таким образом, у некоторых видов анус может быть около рта, в то время как мадрепорит и генитальные поры остаются расположенными в верхней части аборальной поверхности. Перистом (рот) иногда также смещен вперед, возможно, расширен и часто дополнен щечными бороздами или даже ножками, преобразованными в щечные щупальца как у морских огурцов. Аристотелев фонарь часто отсутствует или преобразован в плоский орган для потребления осадка. За исключением самых базальных групп, их панцири утратили шаровидную форму, став либо яйцевидными (как у Atelostomata), либо уплощенными (Clypeasteroida, часто дисковидными). Иглы в целом видоизменились, образуя ковер из тонких, очень подвижных шипов, что позволяет им превосходно передвигаться в песке (большинство видов — роющие существа), а также транспортировать пищу ко рту: иглы оральной и аборальной сторон, таким образом, часто сильно различаются. На аборальной стороне панцирь, как правило, украшена 5-лепестковым «цветком», которые на самом деле являются амбулакрами.

## Эволюционная история
Первые неправильные морские ежи собирали частицы осадка для еды, но все еще обладали аристотелевым фонарем (например, Echinoneoida). Наиболее производные неправильные ежи модифицировали или утратили фонарь и стали пахарями или даже роющими животными, питаясь, извлекая питательные частицы из осадка, которые они фильтровали с помощью модифицированных ножек, окружающих рот (например, Spatangoida). В палеоцене некоторые производные неправильные ежи восстановили использование фонаря (Clypeasteroida), но преобразовали его сплющенный орган, используемый для измельчения частиц песка и питательных веществ, приносимых трубчатыми ножками и иголками, преобразованными в маты.
Роющий образ жизни этих морских ежей, их многочисленность и тот факт, что они обитают в спокойной среде, способствуют отличной сохранности их останков после смерти: поэтому они представляют собой чрезвычайно распространенные окаменелости (одни из самых распространенных полных окаменелостей юрского и мелового периодов для глубоких мягких морских грунтов), и чья эволюционная история и палеофилогения очень хорошо изучены по сравнению с другими кладами морских ежей.

## Экология и поведение
Все неправильные морские ежи питаются донным осадком: их иглы и ножки фильтруют осадок и транспортируют питательные частицы ко рту, часто через щечные бороздки. Можно выделить две морфогруппы: Atelostomata лишены челюстей и питаются, непосредственно заглатывая осадок, отсортированный щечными ножками, для переваривания органической фракции; неогнатомовые Neognathostomata, с другой стороны, имеют небольшой аристотелев фонарь, которая позволяет им раздавливать кальцинированные организмы, такие как фораминиферы.
Все эти морские ежи живут, более или менее зарывшись в осадок, иногда полностью: они дышат через «трубку». Чтобы спастись от хищников, многие виды живут, зарывшись на максимальную глубину, и поднимаются ближе к поверхности дна ночью, чтобы питаться осадком.
Зарывающиеся морские ежи могут достигать чрезвычайно высокой плотности популяции и составлять значительную часть биомассы глубоких песчано-илистых участков морского дна: из-за своего фильтрующего рациона они являются животными, имеющими большое значение в биологических процессах в масштабах Земли и являющимися основными поставщиками экосистемных услуг.

## Классификация
На июль 2025 года в инфракласс включают 2 надотряда:
- Atelostomata
- Neognathostomata